# Sheila A. Egoff Children’s Literature Prize
Der Sheila A. Egoff Children’s Literature Prize ist ein jährlich vergebener kanadischer Literaturpreis, der zu den BC Book Prizes gehört und der für den besten Kinder- oder  Jugendroman, der von einem Einwohner von British Columbia oder des Yukon veröffentlicht wurde, vergeben wird. Der Preis wird seit 1987 verliehen und wird von der B.C Library Association unterstützt.
Ursprünglich wurde der Preis auch für illustrierte und nicht-illustrierte Kinderbücher vergeben. Seit 2003 wird diese Sektion jedoch durch den ebenfalls zu den BC Book Prices gehörenden Christie Harris Illustrated Children’s Literature Prize abgedeckt.
Der Preis wird wie alle anderen sieben Literaturpreise der BC Book Prizes bei der Lieutenant Governor’s BC Book Prizes Gala im Frühjahr überreicht. Die Auswahlkriterien sehen vor, dass die Autoren drei der letzten fünf Jahre in British Columbia oder im Territorium des Yukon gewohnt haben müssen, während das Werk auch in anderen Regionen oder Ländern erscheinen konnte. Benannt wurde der Preis nach der Jugendbuchbibliothekarin und Sammlerin Sheila Egoff.

## Gewinner und Nominierte

### 1987
- Sarah Ellis - The Baby Project[Anm. 1]
- Paul Yee - The Curses of Third Uncle
- James Houston - The Falcon Bow

### 1988
- Nicola Morgan - Pride of Lions
- Kit Pearson - A Handful of Time
- Mary Razzell - Salmonberry Wine

### 1989
- Mary-Ellen Lang Collura - Sunny
- Florence McNeil - Catriona's Island
- Deborah Turney Zagwyn - Mood Pocket, Mud Bucket

### 1990
- Paul Yee - Tales from Gold Mountain
- Sarah Ellis - Next-Door Neighbours
- Kit Pearson - The Sky is Falling

### 1991
- Nancy Hundal - I Heard My Mother Call My Name
- Sue Ann Alderson - Chapter One
- Scott Watson - Jack Shadbolt

### 1992
- Alexandra Morton - Siwiti: A Whale's Story
- Kit Pearson - Looking at the Moon
- Sarah Ellis - Pick Up Sticks

### 1993
- Shirley Sterling - My Name is Seepeetza
- Ainslie Manson - A Dog Came Too
- Sue Ann Alderson - Sure as Strawberries

### 1994
- Julie Lawson - White Jade Tiger
- David Bouchard - If You're Not from the Prairie
- Sue Ann Alderson - A Ride for Martha

### 1995
- Lillian Boraks-Nemetz - The Old Brown Suitcase
- James Heneghan - Torn Away
- Mary Razzell - White Wave

### 1996
- Nan Gregory - How Smudge Came
- Constance Horne - Emily Carr's Woo
- Andrea Spalding - Finders Keepers

### 1997
- Sarah Ellis - Back of Beyond
- Kit Pearson - Awake and Dreaming
- W. D. Valgardson - Sarah and the People of Sand River

### 1998
- James Heneghan - Wish Me Luck
- John Wilson - Across Frozen Seas
- Julie Lawson - Emma and the Silk Train

### 1999
- Sandra Lightburn - Driftwood Cove
- Paul Yee - The Boy in the Attic
- Ann Walsh - The Doctor's Apprentice

### 2000
- Vivien Bowers - WOW Canada! Exploring the Land from Coast to Coast to Coast
- Julie Ovenell-Carter (ill. Kitty Macaulay) - The Butterflies' Promise
- W. D. Valgardson - The Divorced Kids Club and Other Stories
- Karen Rivers - Dream Water
- Nikki Tate - Tarragon Island

### 2001
- James Heneghan - The Grave
- Ainslie Manson - Ballerinas Don't Wear Glasses
- W.D. Valgardson - Frances
- Gayle Friesen - Men of Stone
- Nikki Tate - No Cafes in Narnia

### 2002
- Polly Horvath - Everything on a Waffle
- Norma Charles - The Accomplice
- Maggie de Vries - Chance and the Butterfly
- Sarah Ellis - Dear Canada: A Prairie as Wide as the Sea
- Valerie Wyatt and John Mantha - The Kids Book of Canadian Firsts

### 2003
- James Heneghan - Flood
- Karen Rivers - The Gold Diggers Club
- Luanne Armstrong - Jeannie and the Gentle Giants
- John Lekich - The Losers' Club
- Gayle Friesen - Losing Forever

### 2004
- Dennis Foon - Skud
- Polly Horvath - The Canning Season
- John Wilson - Dancing Elephants and Floating Continents
- Sarah Ellis - The Several Lives of Orphan Jack
- Irene N. Watts and Lillian Boraks-Nemetz - Tapestry of Hope: Holocaust Writing for Young People

### 2005
- Susan Juby - Miss Smithers
- Eileen Kernaghan - The Alchemist's Daughter
- Cynthia Nugent - Francesca and the Magic Bike
- Sandy Frances Duncan - Gold Rush Orphan
- Shelley Hrdlitschka - Kat's Fall
- Sylvia Olsen - White Girl

### 2006
- Barbara Nickel - Hannah Waters and the Daughter of Johann Sebastien Bach
- Iain Lawrence - The Convicts
- Pamela Porter - The Crazy Man
- John Wilson - Four Steps to Death
- Polly Horvath - The Vacation

### 2007
- Sarah Ellis - Odd Man Out
- Iain Lawrence - Gemini Summer
- Craig Spence - Josh & the Magic Vial
- James Heneghan - Safe House
- Glen Huser - Skinnybones and the Wrinkle Queen

### 2008
- Polly Horvath - The Corps of the Bare-Boned Plane
- John Wilson - The Alchemist's Dream
- David Jones - Baboon: A Novel
- Gayle Friesen - For Now
- Meg Tilly - Porcupine

### 2009
- Polly Horvath - My One Hundred Adventures
- Graham McNamee - Bonechiller
- Sarah N. Harvey - The Lit Report
- Iain Lawrence - The Seance
- Robin Stevenson - A Thousand Shades of Blue

### 2010
- Carrie Mac - The Gryphon Project
- Sylvio Olsen - Counting on Hope
- Robin Stevenson - Inferno
- Kristin Butcher - Return to Bone Tree Hill
- Rachelle Delaney - The Ship of Lost Souls

### 2011
- Maggie de Vries - Hunger Journeys
- Susin Nielsen - Dear George Clooney, Please Marry My Mom
- Christy Jordon-Fenton, Margaret Pokiak-Fenton - Fatty Legs: A True Story
- Gina McMurchy-Barber - Free as a Bird
- Polly Horvath - Northward to the Moon

### 2012
- Moira Young – Blood Red Road
- Pamela Porter – I'll Be Watching
- Caitlyn Vernon – Nowhere Else on Earth: Standing Tall for the Great Bear Rainforest
- Glen Huser – The Runaway
- Karen Rivers – What is Real

### 2013
- Caroline Adderson - Middle of Nowhere[3]
- Rachel Hartman – Seraphina
- John Lekich – The Prisoner of Snowflake Falls
- Victoria Miles – Mimi Power and the I-Don't-Know-What
- Susin Nielsen – The Reluctant Journal of Henry K. Larsen

### 2014
Ashley Little - The New Normal
- Becky Citra - If Only
- Ari Goelman - The Path of Names
- Silvana Goldemberg, translated by Emilie Smith - Victoria
- Robin Stevenson - Record Breaker

### 2015
- Maggie de Vries - Rabbit Ears[5]
- Elizabeth Stewart - Blue Gold
- Gabrielle Prendergast - Capricious
- Becky Citra - Finding Grace
- Eileen Kernaghan - Sophie, in Shadow

### 2016
- Susan Juby - The Truth Commission

### 2017
- Iain Lawrence - The Skeleton Tree

### 2018
- G. S. Prendergast - Zero Repeat Forever

### 2019
- Susin Nielsen - No Fixed Address

### 2020
- Robin Stevenson - My Body, My Choice: The Fight for Abortion Rights

## Anmerkung
1. ↑  Gewinner sind fett markiert.